# Martin Eichtinger

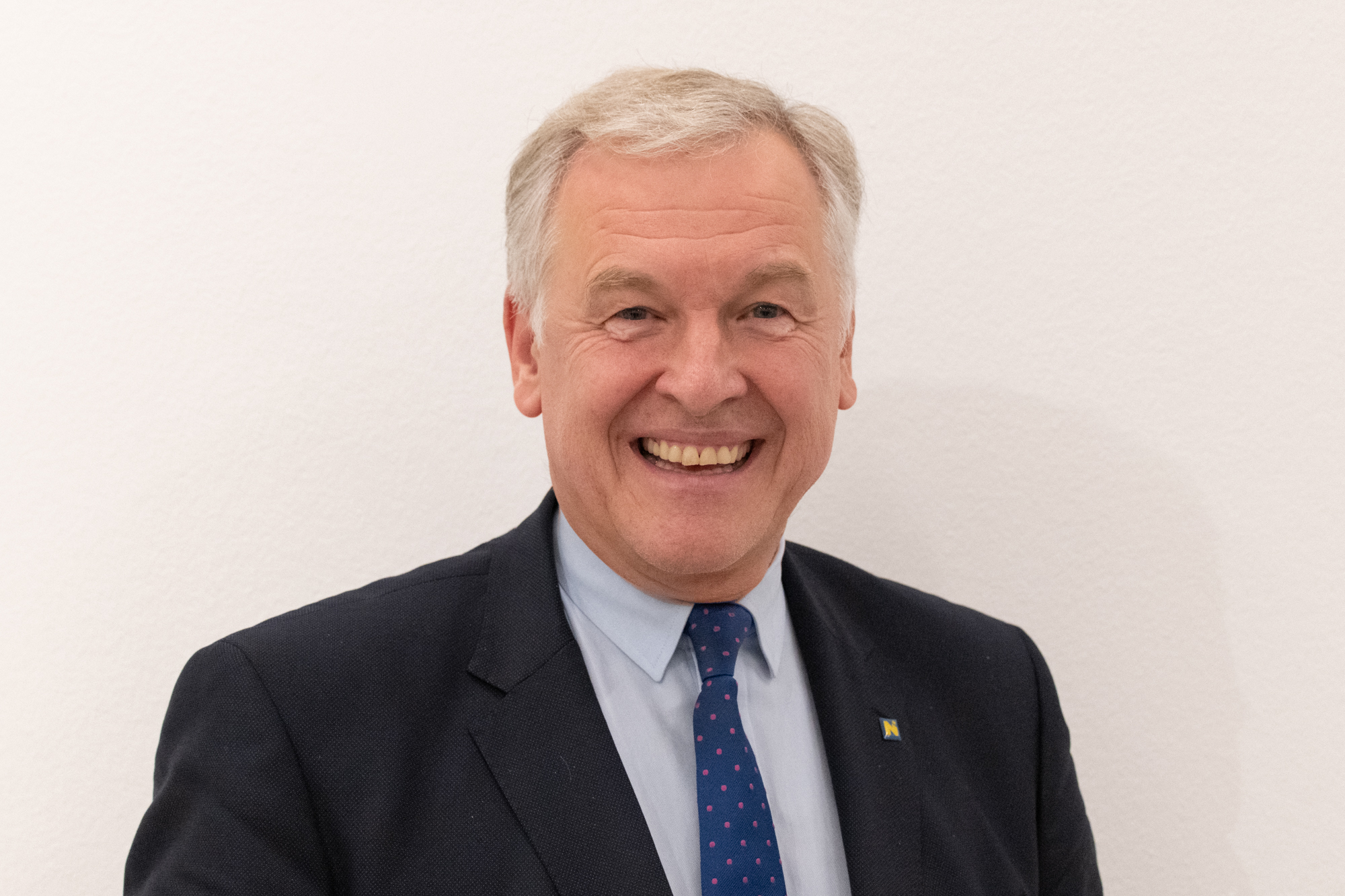
Martin Eichtinger (2022)

Martin Eichtinger (* 5. April 1961 in Graz) ist ein österreichischer Diplomat, Jurist und ehemaliger Politiker (ÖVP). Vom 22. März 2018 bis zum 23. März 2023 war er Landesrat in der niederösterreichischen Landesregierung Mikl-Leitner II und verantwortlich für Wohnbau, Arbeitsmarkt und internationale Beziehungen. Seit dem 24. März 2023 ist er Sonderbeauftragter und Koordinator für Nachbarschaftspolitik und die außenpolitische Dimension des Donauraums im Bundesministerium für europäische und internationale Angelegenheiten.

## Leben und Karriere
Martin Eichtinger studierte Jus an der Universität Graz, wo er 1983 zum Dr. iur. promovierte. Seit 1986 ist er im diplomatischen Dienst der Republik Österreich tätig. Von 1988 bis 1992 war er persönlicher Sekretär von Vizekanzler und Außenminister Alois Mock und gleichzeitig Botschaftssekretär an der österreichischen Botschaft im Fürstentum Liechtenstein tätig.
Von 1992 bis 1999 war er Leiter des österreichischen Presse- und Informationsdienstes in Washington, D.C. Von 1999 bis 2000 war er Mitarbeiter des Generalsekretärs der Vereinigung der Österreichischen Industrie, zuständig für internationale Beziehungen. Im Jahre 2000 war er kurzzeitig Büroleiter der Regierungsbeauftragten für Leistungen an ehemalige Sklaven- und Zwangsarbeiter des NS-Regimes, Maria Schaumayer, Bundeskanzleramt. Im selben Jahr wurde er auch Bereichsleiter für Internationale Beziehungen zur Vereinigung der österreichischen Industrie und hatte diese Position bis 2002 inne. Von 2003 bis 2007 war er Kabinettschef des Bundesministers für Wirtschaft und Arbeit, Martin Bartenstein, und von 2006 bis 2007 Generalsekretär des Bundesministeriums für Wirtschaft und Arbeit.
Von 2007 bis 2010 war er österreichischer Botschafter in Rumänien und Moldau und von 2010 bis 2015 Leiter der Kulturpolitischen Sektion im Bundesministerium für Europa, Integration und Äußeres. Von 2015 bis 2018 war Martin Eichtinger österreichischer Botschafter im Vereinigten Königreich von Großbritannien und Nordirland.
Eichtinger folgte am 22. März 2018 Karl Wilfing, der Landtagspräsident wurde, als ÖVP-Landesrat in Niederösterreich nach. Nach der Landtagswahl in Niederösterreich 2023 und seinem Ausscheiden aus der Landesregierung wurde er Sonderbeauftragter und Koordinator für Nachbarschaftspolitik und die außenpolitische Dimension des Donauraums im Außenministerium.
2024 folgte er Jan Kickert als österreichischer Botschafter in Rom nach. Am 1. August 2025 löste er Emil Brix als Leiter der Diplomatischen Akademie Wien ab. Als Direktor der Diplomatischen Akademie Wien wurde er bis Sommer 2029 bestellt.

## Privates
Martin Eichtinger ist verheiratet und hat zwei Kinder. Er lebt in Perchtoldsdorf.
Er ist Mitglied der katholischen Studentenverbindungen KÖAV Floriana St. Pölten und ÖkaV Vitonia Krems, beide im ÖCV.

## Auszeichnungen
- Diploma in International Affairs Johns Hopkins University
- Ehrendoktorat der Universität Piteşti, Rumänien
- Ehrendoktorat der West-Universität Timişoara, Rumänien
- Ehrendoktorat der Babeş-Bolyai-Universität Cluj, Rumänien[9]

## Publikationen
- mit Helmut Wohnout: Alois Mock: Ein Politiker schreibt Geschichte. Styria Premium, Wien 2008, ISBN 978-3-222-13234-6.
- Martin Eichtinger: Steirische Lausbubengeschichten: Erinnerungen. Styria Regional, Wien 2012, ISBN 978-3-7012-0107-5.